# بنجامين بوشيل
بنجامين بوشيل (بالألمانية: Benjamin Büchel)‏ هو لاعب كرة قدم ليختنشتاني في مركز حراسة المرمى، ولد في 4 يوليو 1989 في روغل في ليختنشتاين. شارك مع منتخب ليختنشتاين تحت 17 سنة لكرة القدم ومنتخب ليختنشتاين لكرة القدم. أما مع النوادي، فقد لعب مع أكسفورد يونايتد ونادي بورنموث ونادي بول تاون.

## وصلات خارجية
- بنجامين بوشيل على موقع الاتحاد الدولي (مؤرشف)  (الإنجليزية)
- بنجامين بوشيل على موقع الاتحاد الأوربي (الإنجليزية)
- بنجامين بوشيل على موقع قاعدة بيانات كرة القدم.إي يو (الإنجليزية)
- بنجامين بوشيل على موقع ناشيونال فوتبول تيمز (الإنجليزية)
- بنجامين بوشيل على موقع Soccerbase.com (لاعب) (الإنجليزية)
- بنجامين بوشيل على موقع Soccerway.com (الإنجليزية)
- بنجامين بوشيل على موقع عالم كرة القدم.نت (الإنجليزية)